# Klemen Miklavič
Klemen Miklavič, slovenski politik, * 1975.
Je nekdanji župan Nove Gorice. Leta 2018 je zmagal na občinskih volitvah proti Mateju Arčonu s 5.680 glasovi (51,56 %). Na volitvah 2022 je v drugem krogu izgubil proti Samu Turelu.